# Holýšov (Mezilesí)
Holýšov (německy Holejschow) je malá vesnice, část obce Mezilesí v okrese Pelhřimov. Nachází se asi 1,5 km na severozápad od Mezilesí. V roce 2009 zde bylo evidováno 14 adres. V roce 2001 zde trvale žilo 37 obyvatel.
Holýšov leží v katastrálním území Mezilesí o výměře 6,98 km2.

## Galerie

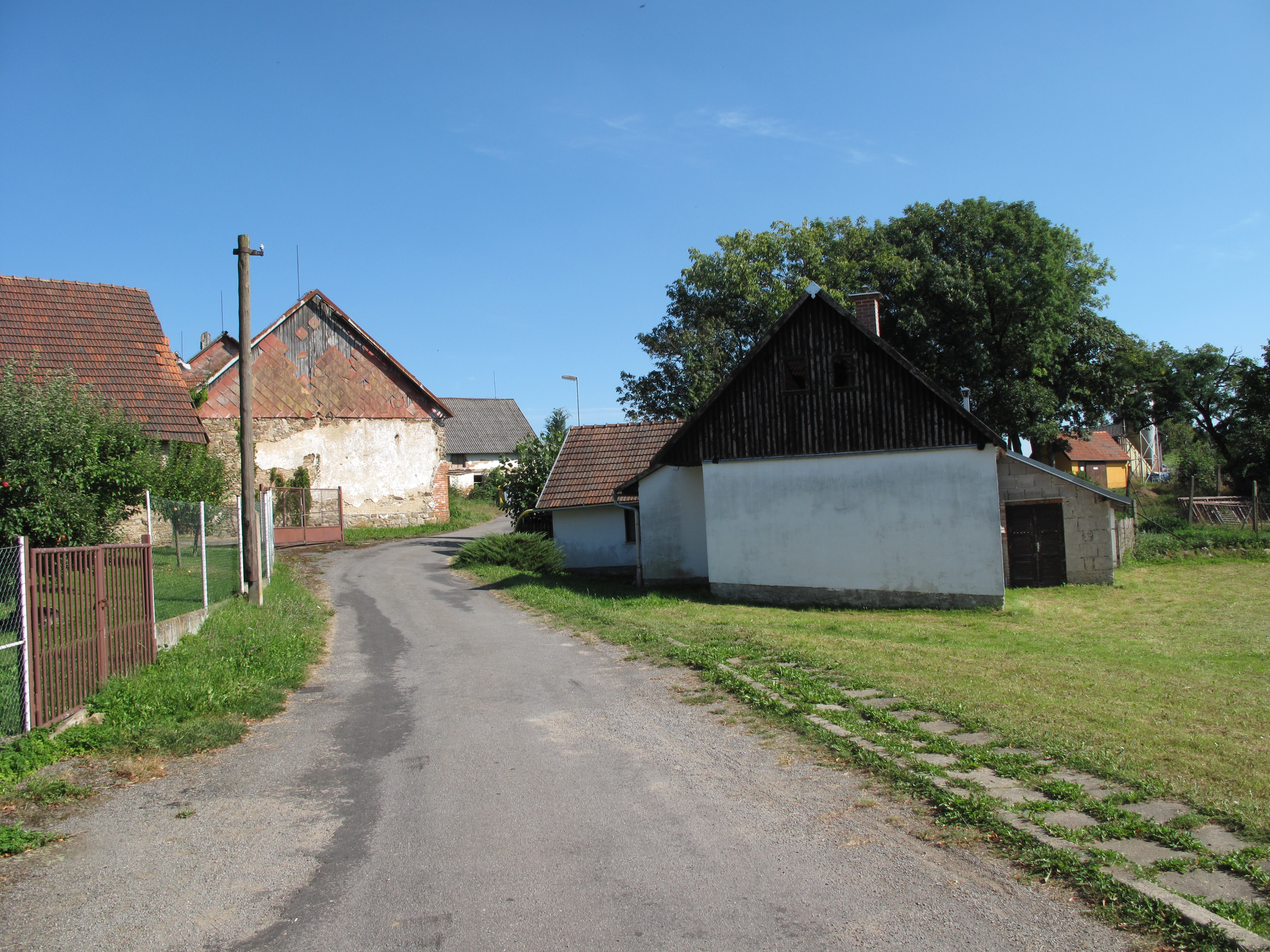
Cesta mezi domy
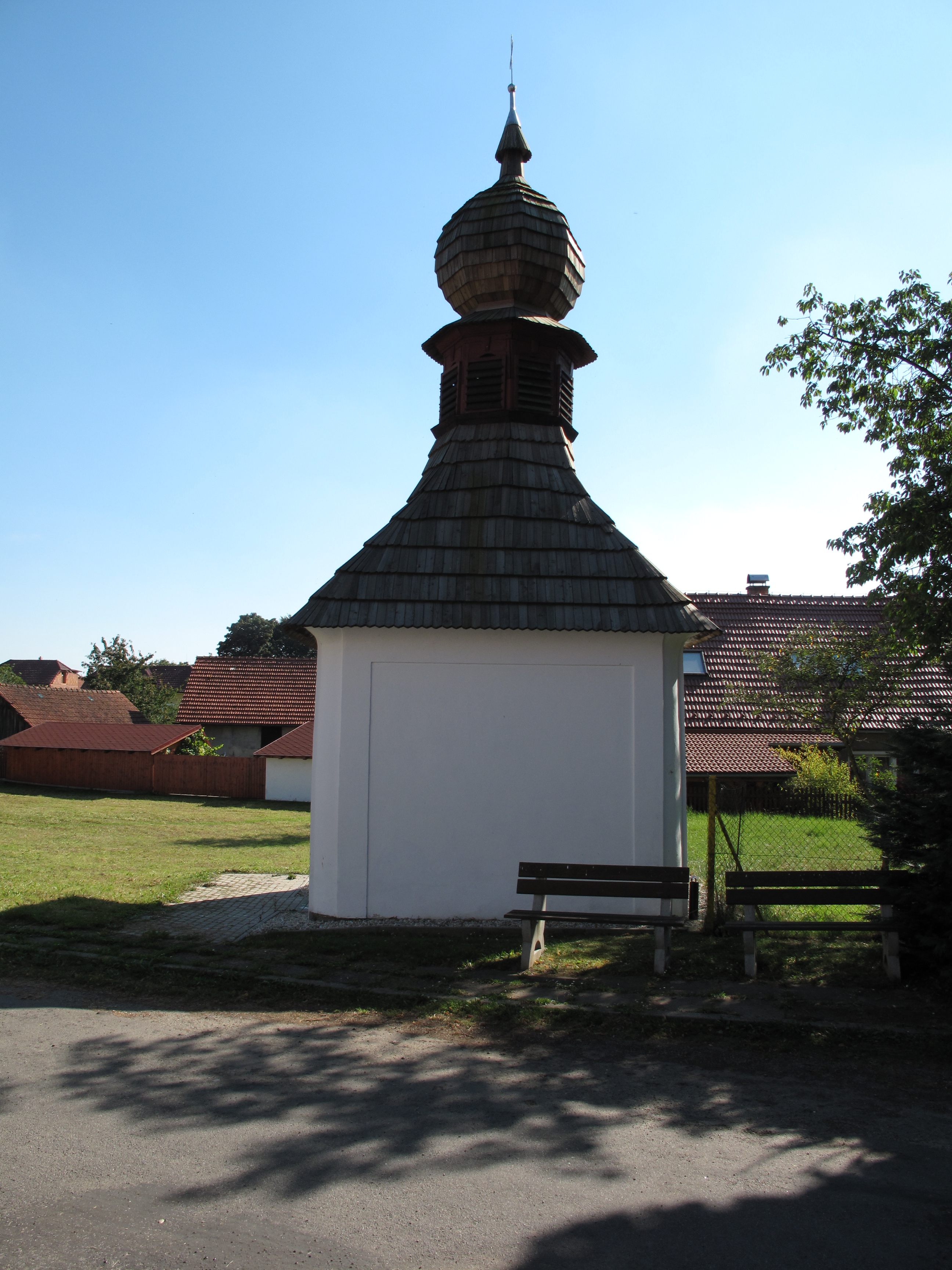
Kaplička
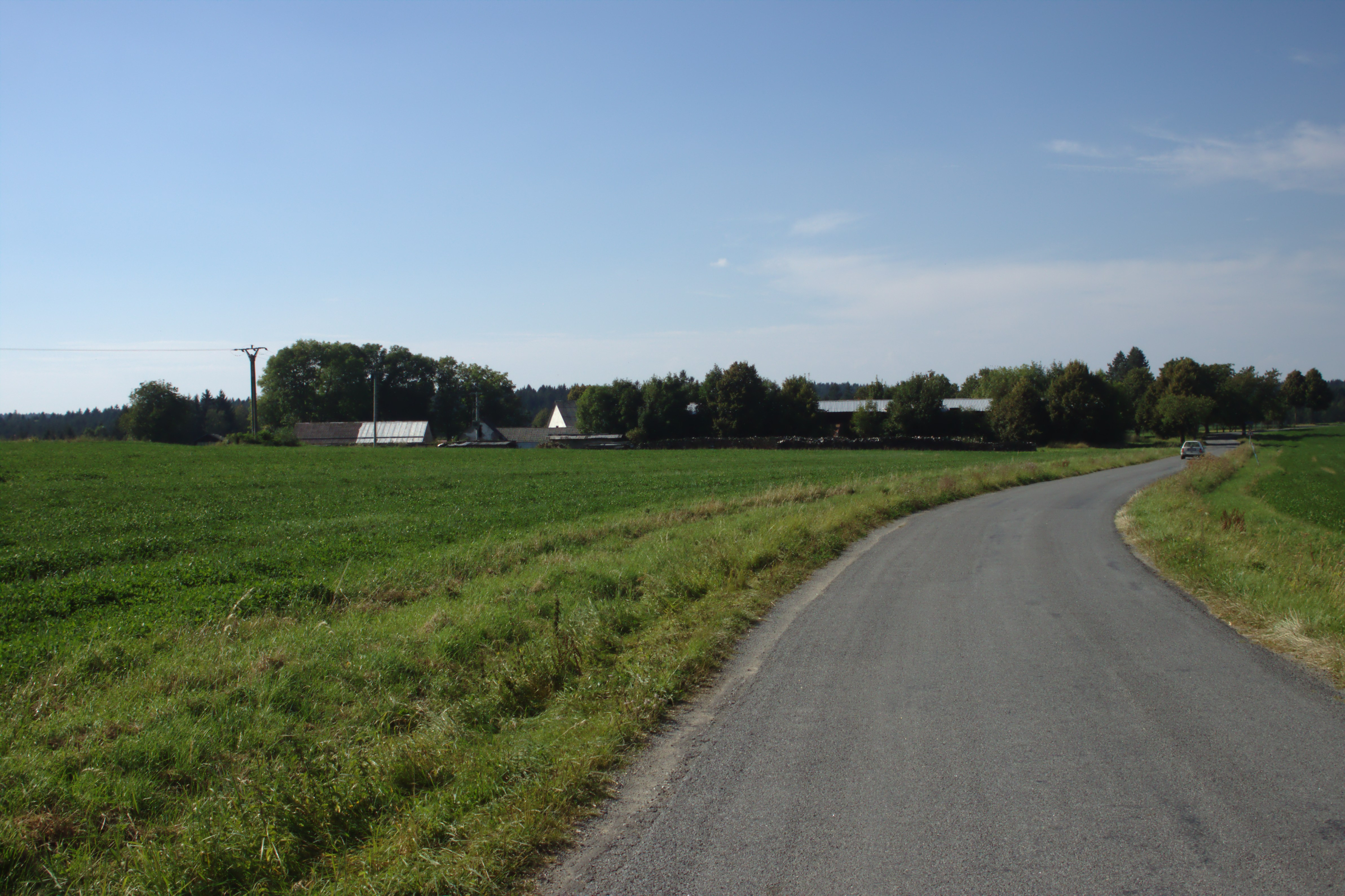
Pohled na Holýšov